# Morgan Pressel
Morgan Pressel, née le 23 mai 1988 à Tampa en Floride, est une golfeuse américaine professionnelle en LPGA.
En 2001, Morgan Pressel est devenue la plus jeune joueuse amateur à se qualifier pour l'US Open féminin de golf.
Elle est passée pro en janvier 2006.
En 2007, Morgan Pressel est devenue la plus jeune joueuse à avoir remporté un titre majeur : elle a remporté le Championnat Kraft Nabisco.

## Liens
- Le site officiel de Morgan Pressel
- Morgan Pressel sur le site lpga.com